# Kniahininek (gmina)
Kniahininek – dawna gmina wiejska istniejąca w latach 1930–1939 w woj. wołyńskim (obecnie na Ukrainie). Siedzibą gminy był Kniahininek.
Gminę Kniahininek utworzono 1 kwietnia 1930 roku z części obszaru gmin Torczyn, Połonka, Rożyszcze i Szczurzyn w powiecie łuckim w woj. wołyńskim. Według stanu z dnia 4 stycznia 1936 roku gmina składała się z 38 gromad. Po wojnie obszar gminy Kniahininek wszedł w struktury administracyjne Związku Radzieckiego.
Zobacz też: gmina Kniahinin